# Josia frigida
Josia frigida là một loài bướm đêm thuộc họ Notodontidae. Nó được tìm thấy ở Panama và Guatemala tới miền nam México.
Ấu trùng ăn Passiflora costaricensis và Passiflora quinquangularis.